# Supercoppa del Kosovo 2020
La Supercoppa del Kosovo 2020 è stata la ventisettesima edizione della competizione, che si è svolta il 23 gennaio 2021, per la prima volta fuori dai confini kosovari, al Mardan Stadyumu di Adalia, tra il Drita, vincitore della Superliga e Futbollit të Kosovës 2019-2020, e il Prishtina, vincitore della coppa nazionale. Il Prishtina ha conquistato il trofeo per la decima volta nella sua storia.

## Tabellino
| Arbitro: | Abdulkadir Bitigen |

|                                            |           |          |
| Zyba 3’ Krasniqi 21’ (rig.) Shillova 90+3’ | Marcatori | 8’ Rexha |